# Réchicourt-le-Château
 Réchicourt-le-Château  es una comuna y población de Francia, en la región de Lorena, departamento de Mosela, en el distrito de Sarrebourg. Es la cabecera del cantón homónimo.
Su población en el censo de 1999 era de 726 habitantes.
Está integrada en la Communauté de communes du Pays des Étangs .

## Demografía
| 935 | 982 | 924 | 931 | 825 | 726 |
| Para los censos de 1962 a 1999 la población legal corresponde a la población sin duplicidades (Fuente: INSEE [Consultar]) |     |     |     |     |     |

- Datos: Q22038
- Multimedia: Réchicourt-le-Château / Q22038

1. ↑  Worldpostalcodes.org, código postal n.º 57810.
2. ↑  INSEE, Datos de población para el año 2012 de Réchicourt-le-Château (en francés).